# Parantica davidi
Parantica davidi is een vlinder uit de familie Nymphalidae, onderfamilie Danainae.
De wetenschappelijke naam van de soort is voor het eerst geldig gepubliceerd in 1976 door Heinz Schröder.
De soort komt alleen voor in de Filipijnen. Hij staat op de Rode Lijst van de IUCN als kritiek.